# ديريك ولف
ديريك ولف (بالإنجليزية: Derek Wolfe)‏ هو لاعب كرة قدم أمريكية أمريكي، ولد في 24 فبراير 1990 في ليزبون في الولايات المتحدة.

## وصلات خارجية
- ديريك ولف على موقع مرجع كرة القدم المحترفة.كوم (الإنجليزية)